# مسجد كاوهسيونغ
مسجد كاوهسيونغ (بالصينية: 高雄清真寺) هو مسجد في منطقة ليتغايا في مدينة كاوهسيونغ في تايوان، المسجد هو المسجد الثاني الذي بني في تايوان بعد مسجد تايبيه الكبير في تايبيه .

## التاريخ

### المبنى الأول
تم بناء مسجد كاوشيونغ في عام 1949 في تايوان من قبل القوميين المسلمين بعد هزيمتهم ضد الشيوعيين في الحرب الأهلية الصينية، في البداية عمل الموظفين العموميين المسلمين مع حكومة الكومينتانغ لاقتراح بناء مسجد جديد في تايوان، وبدؤا في جمع الأموال في يناير من عام 1949، وتم استأجار 270 متر مربع في طريق وفو الرابع في منطقة يانتشنغ كموقع مؤقت .

### المبنى الثاني
نظرا لمحدودية المساحة المتاحة في الأرض التي استاجرت في طريق وفو، انتقل المسلمين التايوانيين إلى ارض مساحتها 460 متر مربع ياباني في بناء ذو نمط خشبي في طريق لينسن في منطقة شينشينغ وذلك في عام 1951، وكانت منطقة قاعة الصلاة الرئيسية تبلغ مساحتها 135 متر مربع، مع تزايد عدد المصلين المسلمين بدأوا في جمع الأموال اللازمة لبناء المسجد الجديد، في أكتوبر من عام 1988 تم بيع أرض المسجد القديم والأموال التي تلقتها استخدمت لتمويل بناء المسجد الجديد في نفس شارع لينسن.

### المبنى الحالي
في فبراير من عام 1990 انتقل أخيرا المسجد إلى موقع أكبر، ويعد المسجد الحالي أفضل تجهيزا لاستيعاب أعداد المصلين المتزايدة من المسلمين، يقع مبنى المسجد الجديد في طريق جيان جون في منطقة ليتغيا، بدأ بناء المسجد في السابع عشر من شهر كانون الأول من عام 1990، وأنجز البناء في أواخر ديسمبر كانون الأول من عام 1991، وافتتح في شهر أبريل من عام 1992.

## العمارة

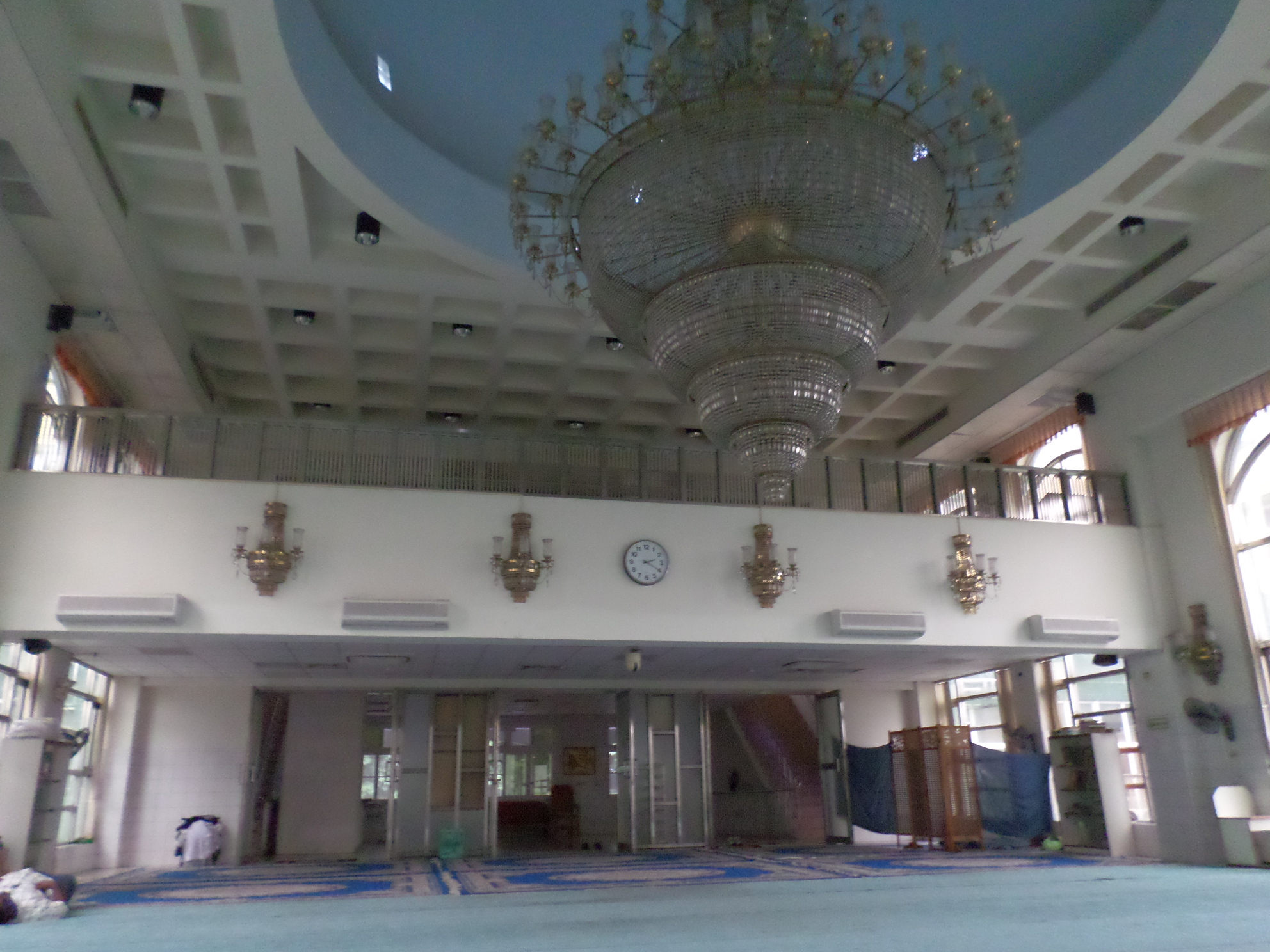
قاعة الصلاة في المسجد

مسجد كاوشيونغ هو عبارة عن مبنى من ثلاثة طوابق، ويستند تصميم قاعة الصلاة والزوايا ومكونات المباني على المساجد التقليدية في الشرق الأوسط والبلاد العربية، تم بناء المسجد على مساحة 2،657 متر مربع، في الطابق الأول توجد مهاجع للذكور والإناث وغرفة صلاة للإناث ومركز النشاط النسائي، في الطابق الثاني قاعة الصلاة الرئيسية ومركز دراسة تعنى بتدريس اللغة العربية والدراسات الإسلامية وغرفة عرض ثقافة، في الطابق الثالث هناك مركز الأنشطة الشبابية ومكتب ومطبخ، كما يتميز المسجد في وجود مكتب الإمام ومكتب الإدارة ومكتبة ومبنى وضوء .